# Elvira, elegia
Elvira, elegia è un romanzo in forma di elegia del 1872 di Carlo Dossi.

## Trama
Il testo si pone sin dal titolo come un componimento romanzato con chiaro rimando all'elegia greca, ma a questa tipologia il Dossi riporta una novità che sta proprio nell'uso della lingua, spiccatamente anti-classica con espressioni gergali come "ganascione" o "ma ve'!". Anche nel contenuto, il Dossi ci presenta una lode a una donna del tutto anti-olimpica e profondamente pre-crepuscolare, che passa "dal clavicembalo ai fornelli".
Il componimento è in realtà una lode alla donna amata dall'amico Luigi Perelli.

## Edizioni
- Carlo Dossi, Elvira, elegia, Luigi Perelli Editore, 1872.